# Rutvik
Rutvik è un'area urbana della Svezia situata nel comune di Luleå, contea di Norrbotten.
La popolazione rilevata nel censimento 2010 era di 839 abitanti .